# ۱۹ ربیع‌الثانی
۱۹ ربیع‌الثانی، نوزدهمین روز از ماه ربیع‌الثانی در تقویم هجری قمری است.
در تقویم هجری قمری قراردادی این روز صد و هشتمین روز سال است.

## درگذشتگان
- ۶۶۳ قمری - هلاکو خان در مراغه (شب یکشنبه ۲۷ بهمن ۶۴۳)